# John Shepherd-Barron
John Adrian Shepherd-Barron (23 de junio de 1925-15 de mayo de 2010) fue un inventor británico nacido en la India, que dirigió el equipo que instaló el primer cajero automático, a veces denominado cajero automático o ATM.

## Primeros años
John Adrián Shepherd-Barron nació el 23 de junio de 1925 en el Hospital Dr. H. Gordon Roberts de Shillong, Meghalaya (India), de padres británicos. Su padre, el británico Wilfred Shepherd-Barron, fue ingeniero jefe de los Comisionados del Puerto de Chittagong, en el norte de Bengala, que entonces formaba parte del Imperio Británico, y más tarde ingeniero jefe de la Autoridad Portuaria de Londres, antes de ser presidente de la Institución de Ingenieros Civiles, mientras que su madre, Dorothy, fue tenista olímpica y campeona de dobles femeninos de Wimbledon. Shepherd-Barron se formó en la Stowe School, la Universidad de Edimburgo y el Trinity College de Cambridge (donde abandonó antes de terminar con éxito el primer año de Economía). Durante la Segunda Guerra Mundial, se alistó en las Fuerzas aerotransportadas, sirviendo en el 159º Regimiento Ligero de Paracaidistas.

## Carrera
Shepherd-Barron se incorporó a De La Rue en los años 50 como becario de dirección y llegó a ser director general de De La Rue Instruments (con el mandato de dirigir la empresa).
Concibió la idea de una máquina de autoservicio que dispensara dinero en efectivo mientras se encontraba en la bañera. Estaba pensando en el problema de los horarios de apertura de los bancos, ya que un día se presentó en un banco después de la hora de cierre y se encontró con que no podía sacar dinero. Shepherd-Barron ha declarado que se inspiró en las máquinas expendedoras de chocolate: "Se me ocurrió que debía haber una forma de obtener mi propio dinero, en cualquier parte del mundo o del Reino Unido. Se me ocurrió la idea de un dispensador de tabletas de chocolate, pero sustituyendo el chocolate por dinero en efectivo". Le propuso la idea al director de Barclays Bank mientras tomaba una Pink Gin.
El primer cajero automático de De La Rue (DACS), llamado Barclaycash, se instaló en el exterior de la sucursal de Enfield del Barclays Bank en el norte de Londres en junio de 1967. La primera persona que retiró dinero en efectivo fue el actor Reg Varney, una celebridad residente en Enfield conocida por su participación en varias series de televisión populares. Una de las primeras aplicaciones de este dispositivo fuera del Reino Unido tuvo lugar en Zúrich en noviembre de 1967. Se llamó "Geldautomat".
Las máquinas DACS utilizaban fichas similares a los cheques (que se guillotinaban al tamaño de un cheque normal dentro de la máquina) que habían sido impregnadas con un compuesto radiactivo de carbono-14. La señal radiactiva era detectada por la máquina y cotejada con el número de identificación personal (PIN) introducido en un teclado. La emisión beta de corto alcance del carbono-14 podía detectarse fácilmente, y determinó que el riesgo de radiación era aceptable, ya que "tendrías que comerte 136.000 cheques de este tipo para que te afectara". Inicialmente se propuso un PIN de seis dígitos; Shepherd-Barron probó este sistema con su mujer, Caroline, pero descubrió que la cadena de números más larga que podía recordar era de cuatro. Como resultado, se optó por un PIN de cuatro dígitos y, a medida que los cajeros automáticos se expandían por todo el mundo, éste se convirtió en el estándar mundial. Las retiradas en los primeros cajeros de Barclaycash estaban limitadas a un máximo de 10 libras, "suficiente para un fin de semana salvaje", según Shepherd-Barron.
Shepherd-Barron recibió el premio O.B.E. en la lista de honores del Año Nuevo 2005 por sus servicios a la banca como "inventor del cajero automático".
Rápidamente empezaron a surgir varios sistemas de cajeros rivales. Otro inventor británico, James Goodfellow, que trabajaba en Smiths Industries, recibió el encargo de Chubb Locks de trabajar en un nuevo cajero automático. Junto con Anthony Davies, desarrolló un nuevo sistema que permitía almacenar el PIN del usuario en una tarjeta bancaria reutilizable, en lugar de en cheques de un solo uso. El sistema fue patentado como GB1197183 y US3905461 y fue citado por patentes posteriores como "dispositivo del estado de la técnica". El sistema de PIN de Goodfellow se parecía más a los cajeros automáticos modernos que la máquina de Shepherd-Barron. Sin embargo, la máquina de Shepherd-Barron fue la primera en instalarse, aunque solo fuera por unos días.

## Vida personal
Su hijo, Nicholas Shepherd-Barron FRS, es profesor de geometría algebraica en el King's College de Londres.
John falleció el 15 de mayo de 2010, tras una breve enfermedad, a la edad de 84 años en el Hospital Raigmore de Inverness (Reino Unido).